# Єва Павлова
Єва Павлова (уроджена Зелена; народилася 5 листопада 1964) — перша леді Чехії та дружина поточного президента Чеської Республіки Петра Павла. Вона є підполковником чеської армії в запасі та місцевим політиком у муніципалітеті Черноучек.

## Біографія
Вона закінчила гімназію і в рамках спортивних занять в основному займалася стрільбою. Після закінчення в 1983 році вона продовжила навчання в жіночій військовій професійній школі при Вищій військовій авіаційній школі в Кошице. У 1985 році вона вирішила продовжити військову кар'єру і записалася на навчання у Військово-політичну академію імені Клемента Готвальда в Братиславі. Пізніше вона заявила, що спочатку їй повідомили, що вона не має відповідних якостей. Таким чином вона подала заяву до Комуністичної партії Чехословаччини. У 1990 році закінчила академію. На початку Оксамитової революції, 20 листопада 1989 року, вона вийшла з Комуністичної партії. Тоді вона оцінила своє членство в партії як помилку.
Потім вона зустріла Петра Павла в гарнізонному гуртожитку в Простейові. Однак, оскільки в обох були партнери, їхні стосунки почалися лише через кілька років. Весілля відбулося в 2004 році. Вона допомагала чоловікові в Генштабі, де відповідала за зв'язок з іноземними військовими та авіаційними аташе в Чехії. Після звільнення з армії почала працювати асистентом у медіаційному центрі Манофі. Живе з чоловіком у селі Черноучек. Брала участь у муніципальних виборах 2022 року як безпартійний член СНК Черноучека 2022 і була обрана депутатом муніципальних зборів.

## Сім'я
Від попереднього шлюбу має дочку Єву (1992 р.н.). Петро Павел є батьком синів Яна (1990 р.н.) та Петра (1993 р.н.) від попереднього шлюбу. Наприкінці 2022 року вони разом були бабусею та дідусем чотирьох онуків.